# Ernst Wilhelm Hengstenberg
Ernst Wilhelm Theodor Herrmann Hengstenberg (Fröndenberg, 20 ottobre 1802 – Berlino, 28 maggio 1869) è stato un teologo tedesco.

## Biografia
Docente all'università di Berlino dal 1826, fu il maggior rappresentante della corrente ortodossa dell'esegesi biblica. Si schierò apertamente contro Friedrich Schleiermacher. Fondò nel 1827 il periodico "Evangelische Kirchenzeitung", che diresse fino alla morte. Tra il 1842 e il 1847 pubblicò un importante Commentario ai Salmi in 4 volumi (sei tomi).